# Moulin à marée de Woodbridge
Pour les articles homonymes, voir Moulin à marée (homonymie).

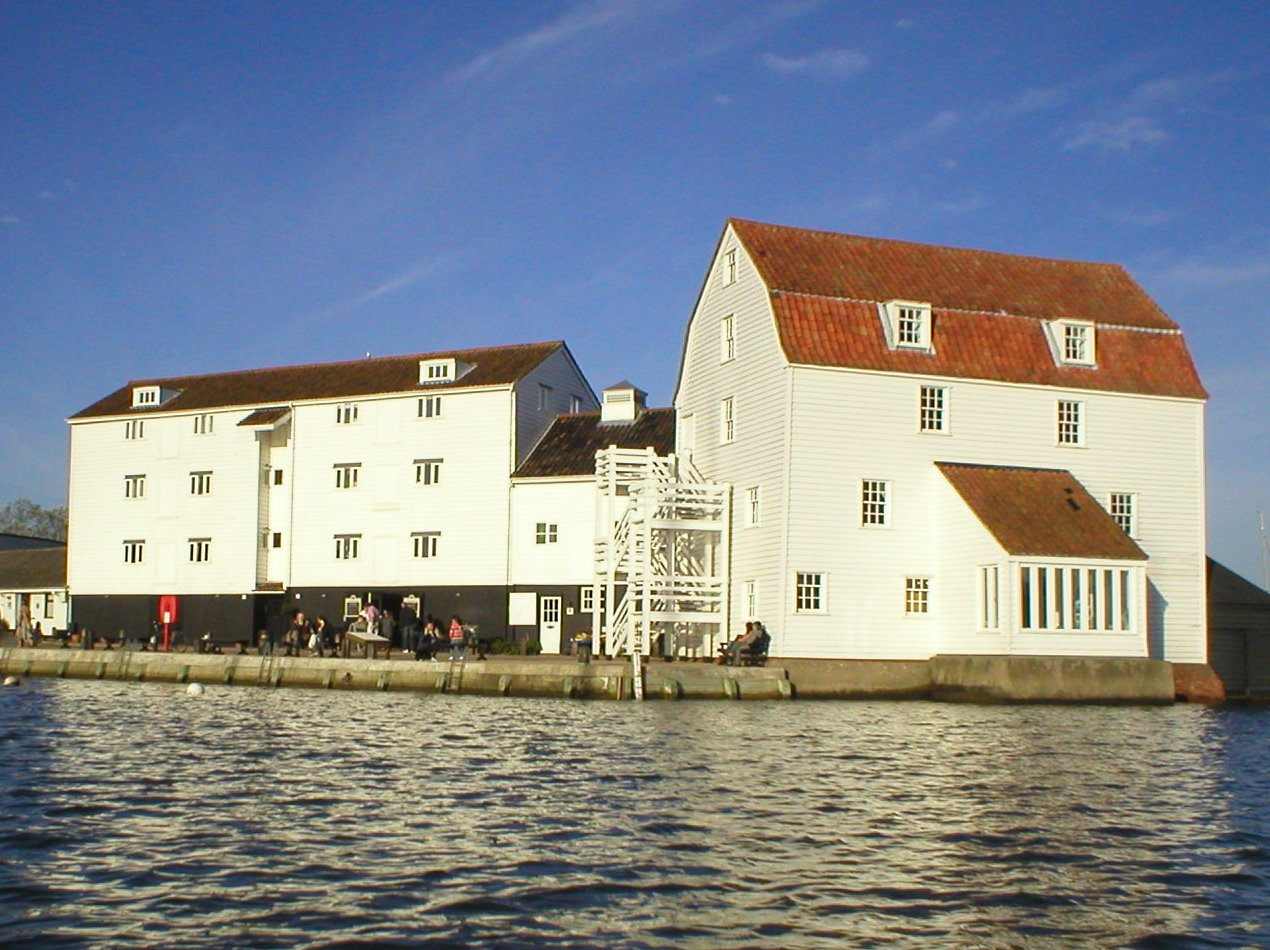
Moulin à marée de Woodbridge

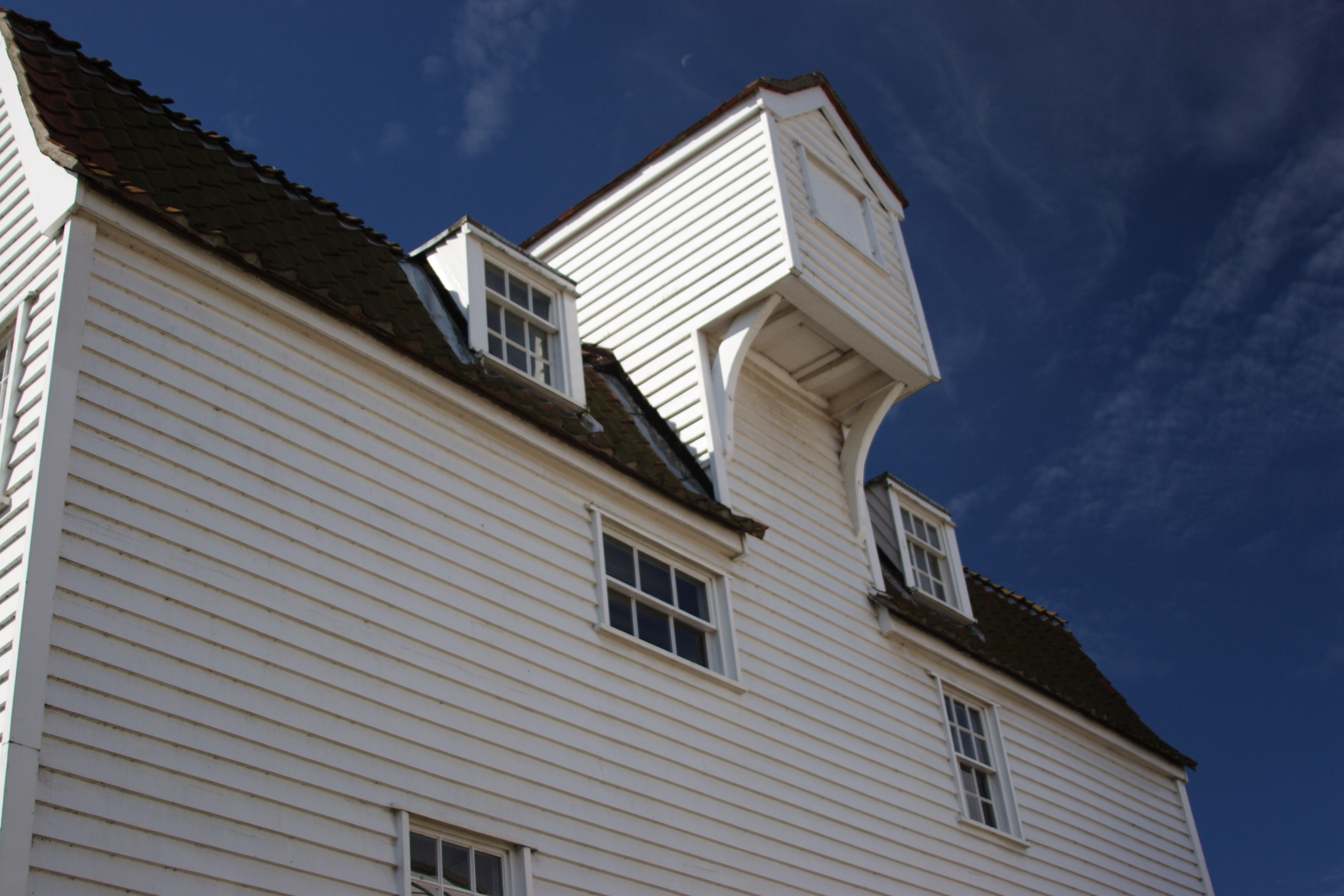
détails du moulin à marée de Woodbridge

Le moulin à marée de Woodbridge  à Woodbridge, dans le Suffolk, en Angleterre est un des rares exemples de moulin à marée dont la roue a aube fonctionne encore  et est capable de moudre du grain pour produire de la farine.
Ce moulin a été bien préservé et est ouvert au public  avec une machinerie qui reflète l'habileté et les exploits  des premiers temps de la Révolution industrielle. Le moulin est un bâtiment de trois étages  construit en bois. Extérieurement, il est revêtu de bois du     Suffolk blanc  et a un toit en croupe . Le réservoir construit pour des besoins de  démonstration s'étend sur environ un demi acre mais celui d'origine de 7 acre s ( 28 m2  est maintenant une marina. c'est un bâtiment classé de  Grade I.

## Histoire
Les premières traces de ce moulin à marée est un moulin médiéval daté de 1170; on ne sait pas combien de moulins étaient situés à cet endroit mais probablement trois. Le moulin dépendait du prieuré augustinien pendant  tous le Moyen Âge, mais qui fut "acquis" par Henri VIII d'Angleterre lors de la " Dissolution des Monastères"  en 1536.  Il est possible que les  Augustiniens avaient rebâtit le moulin juste avant la   dissolution.  Ce moulin fut vendu à  Thomas Seckford (en) par   Élisabeth Ire d'Angleterre.  Le moulin passa ensuite dans les mains de divers propriétaires privés, jusqu'à sa reconstruction en 1973.  C'est le bâtiment préservé qui existe actuellement. 
Lors de l'interruption lié à la  Seconde Guerre mondiale le moulin était l'un des derniers moulins toujours pleinement en activité  . En 1957, il ferma en tant que dernier moulin à marée en activité commerciale  en Angleterre . En 1968 les ruines du moulin furent achetées par Jean Gardner et un programme de restauration fut entrepris. Il fut ouvert au public cinq ans plus tard en 1973. Il est maintenant géré par la Woodbridge Tide Mill Trust et en 2011 la restauration de la  machinerie, permis de moudre à nouveau du grain. Il rouvrit en 2012 comme une attraction mis à jour pour les visiteurs, et est l'un des deux moulins à marée du Royaume-Uni qui moud régulièrement du blé  pour faire de la farine à vendre.

## références
1. ↑  (en) John Ling, Windmills and Watermills of Suffolk, Amberley Publishing Limited, 15 mai 2018 (ISBN 978-1-4456-6434-7, lire en ligne)

## voir aussi
- Watermills in the United Kingdom (en)
- Eling Tide Mill (en)

- Eling Tide Mill

autres moulins en relation étroite avec  Woodbridge:-
- Buttrum's Mill, Woodbridge (en)
- Tricker's Mill, Woodbridge (en)
- Ramsey Windmill, Essex (en)

## liens Externes
- Woodbridge Tide Mill
- Types of Mills
- Page at geograph avec plusieurs images du moulin
- « Détails de la base de données classée monument historique (284901) ». Images of England. English Heritage.